# Osby (comuna)
Osby (em sueco: Osbys kommun) é uma comuna da Suécia localizada no condado de Escânia. Sua capital é a cidade de Osby. Tem 576 quilômetros quadrados e pelo censo de 2018, havia 13 267 habitantes.